# Ла-Огет
Ла-Огет (фр. La Hoguette) — коммуна во Франции, находится в регионе Нижняя Нормандия. Департамент коммуны — Кальвадос. Входит в состав кантона Фалез-Юг. Округ коммуны — Кан.
Код INSEE коммуны — 14332.

## Население
Население коммуны на 2010 год составляло 689 человек.
| 1962 | 1968 | 1975 | 1982 | 1990 | 1999 | 2010 |
| ---- | ---- | ---- | ---- | ---- | ---- | ---- |
| 454  | 464  | 436  | 485  | 532  | 573  | 689  |

## Экономика
В 2010 году среди 431 человека трудоспособного возраста (15—64 лет) 314 были экономически активными, 117 — неактивными (показатель активности — 72,9 %, в 1999 году было 66,3 %). Из 314 активных жителей работали 290 человек (160 мужчин и 130 женщин), безработных было 24 (15 мужчин и 9 женщин). Среди 117 неактивных 32 человека были учениками или студентами, 51 — пенсионерами, 34 были неактивными по другим причинам.